# 下河辺長流
下河辺 長流（しもこうべ ちょうりゅう / ながる、寛永4年（1627年）? - 貞享3年6月3日（1686年7月22日））は、江戸時代前期の歌人・和学者。姓は片桐氏の家臣小崎氏であるが、母方の姓である下河辺氏を名乗る。名は共平。通称は彦六。別号は長龍、吟叟居。享年は60歳説、62歳説、63歳説の3つの説がある。大和国立田の生まれとも、宇多の生まれともいう。
少年時代は遊猟に熱中したが、叔父の諫めによって歌学に専心する。1647年（正保4年）木下長嘯子に私淑し、1650年（慶安3年）俳諧連歌の祖西山宗因に連歌を学ぶ。1655年（承応4年）頃から三条西家に青侍として仕え、6年後に『万葉集』の書写が許され、さらに8年をかけて書写を終えた。書写のかたわら『歌仙抄』『万葉集名寄』『万葉集管見』などの注釈書を残した。三条西家を辞した後、1670年（寛文10年）に『林葉累塵集（りんようるいじんしゅう）』20巻を刊行した。この作品は、最初の地下（じげ＝一般庶民）の歌人による撰集である。1678年（延宝6年）『林葉累塵集』の続編とも言える『萍水和歌集』20巻を刊行。その後、徳川光圀から『万葉集』の注釈を依頼されたが、病気のため没する。『万葉集』の注釈は、交流のあった契沖に引き継がれた。戸田茂睡とともに江戸時代初期における国学の先駆者となった。大正4年（1915年）、正五位を追贈された。
上記のほか、注釈書に『万葉集鈔』『百人一首三奥抄』、歌学書に『枕詞燭明抄』『続歌林良材抄』がある。没後、契沖が編集した歌集『晩花和歌集』がある。